# Zur letzten Instanz
Zur letzten Instanz ist der Name einer der ältesten Berliner Gaststätten. Sie entstand im 16. Jahrhundert in einem Wohnhaus als Branntweinstube und erhielt mehrfach neue Namen. Das heutige denkmalgeschützte Bauensemble ist ein Wiederaufbau nach Zerstörungen im Zweiten Weltkrieg. Die Gaststätte befindet sich in der Waisenstraße im Ortsteil Mitte, unmittelbar in der Nähe eines Teils der noch erhaltenen mittelalterlichen Stadtmauer.

## Lage
Die Waisenstraße im Ortsteil Mitte ist Bestandteil des als Klosterviertel bezeichneten Teils von Alt-Berlin. Dazu gehören der Molkenmarkt, die Jüdenstraße, die Klosterstraße, die Littenstraße, die Grunerstraße, Stadtbahn (ehemaliger Festungsgraben) und die Spandauer Straße. Die Gaststätte, Adresse Waisenstraße 14–16, steht in der Nähe des ehemaligen Bullenwinkels, einer von der Stadtmauer begrenzten Stichstraße, in der Fleischer noch im 19. Jahrhundert das Vieh zur Nacht oder zur Schlachtung zusammentrieben.

## Geschichte

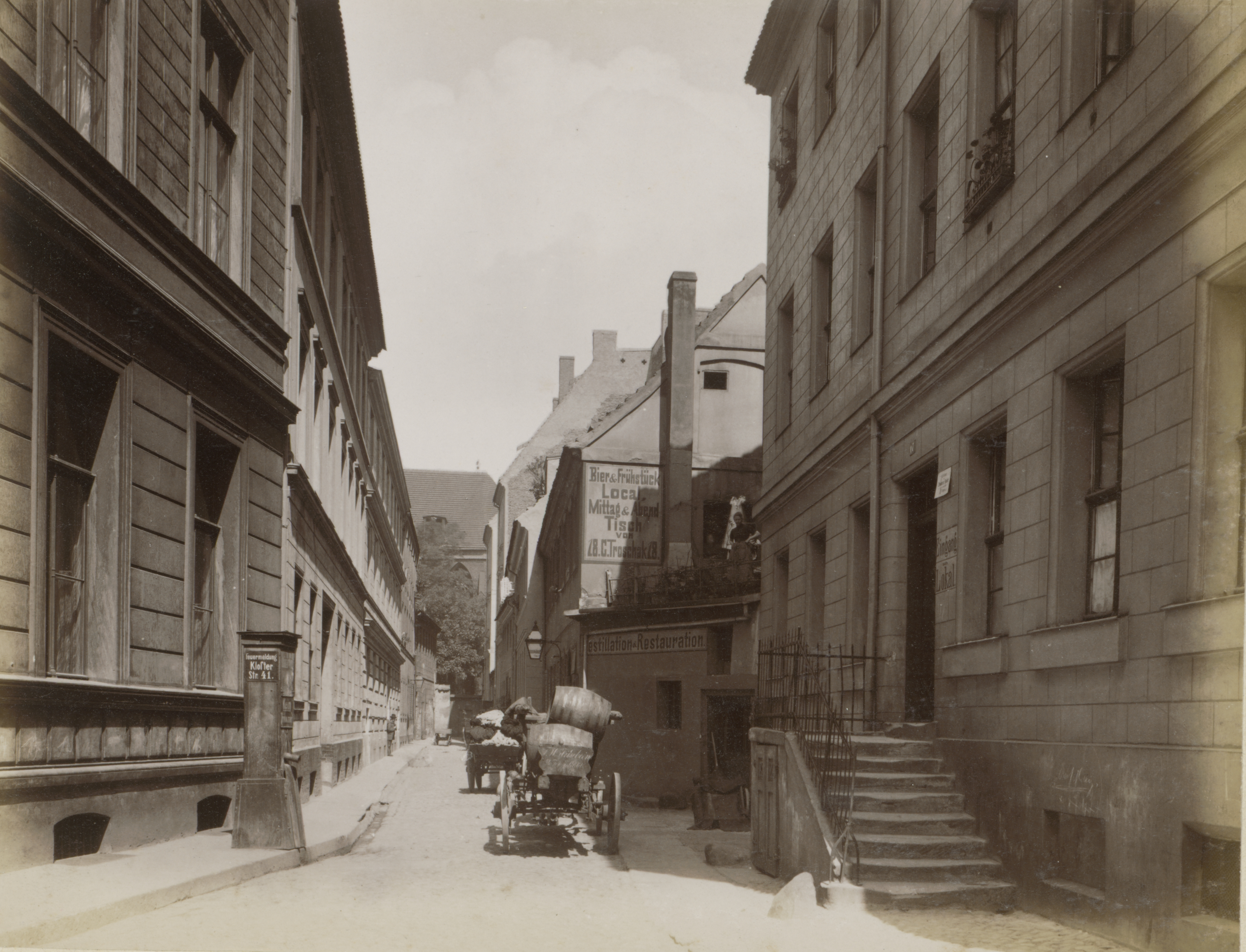
Die Waisenstraße um 1890, mit dem benachbarten Lokal Troschak in der Waisenstraße 18, im Hintergrund die Klosterkirche

### 1550–1990
Das Haus, dessen Rückwand gleichzeitig die Berliner Stadtmauer bildete, wurde erstmals 1561 urkundlich erwähnt. Die Bauweise unter Nutzung vorhandener Mauern bezeichnete man später als Wiekhaus, von denen keine weiteren im Alt-Berliner Stadtbild erhalten sind. Das Häuschen, für zwei bis drei Familien ausgelegt, stand in dem Verkehrsweg parallel zur Stadtmauer, der zu dieser Zeit Stralauer Mauer hieß. Als Trinkstube genutzt wurde das Haus erstmals 1621. In diesem Jahr eröffnete ein Reitknecht des damaligen Kurfürsten eine Branntweinstube im Erdgeschoss. Um 1715 nannten die Eigentümer die Schankwirtschaft Zum Bierstübchen am Glockenspiel in Anlehnung an das in diesem Jahr in der benachbarten Parochialkirche installierte Glockenspiel. Eine wirtschaftliche Nutzung scheint sich über Jahrzehnte erhalten zu haben, im Jahr 1822 findet sich im Adressbuch beispielsweise diese Eintragung: Eigentümer Hr. Junge, Nutzung als Wirtschaftshof durch (Hrn.) Schröder. Als die Straße im Jahr 1861 ihren Namen nach dem in der benachbarten Stralauer Straße errichteten Waisenhaus erhielt, bewirtschaftete ein Gastwirt namens C. Runge die Schankstube.

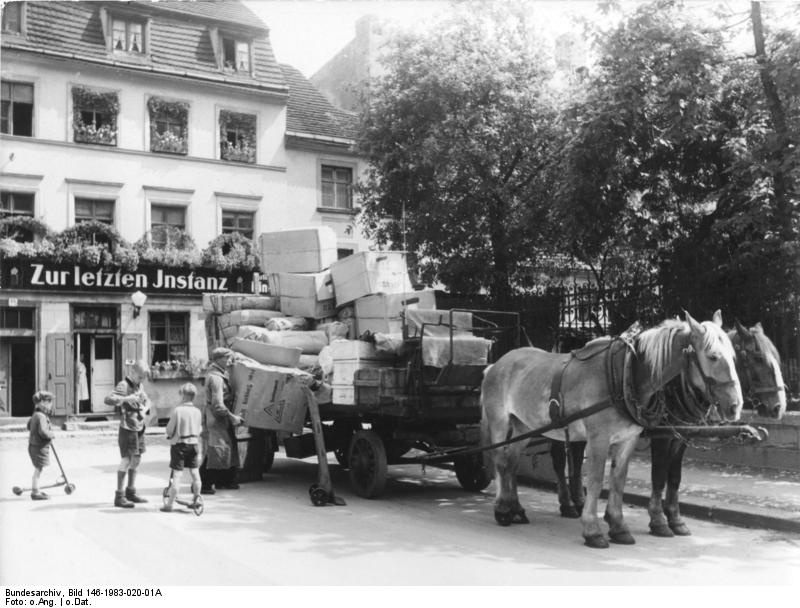
Hausfront Zur letzten Instanz, um 1930

Erst im Jahr 1924 erhielt die Gaststätte durch den damaligen Besitzer G. Hoffmann den heutigen Namen. Um das Jahr 1930 übernahm das Ehepaar Rechenberg die Bewirtschaftung der Gaststätte. Die Eigenbezeichnung „Älteste Gaststätte Berlins“ ist nicht ganz exakt, sie trifft lediglich auf die Nutzung des Hauses zu, nicht jedoch auf den aktuellen Namen Letzte Instanz. Die Alte Waldschänke in Berlin-Tegel trägt ihren Namen bereits seit 1650 allerdings ununterbrochen.

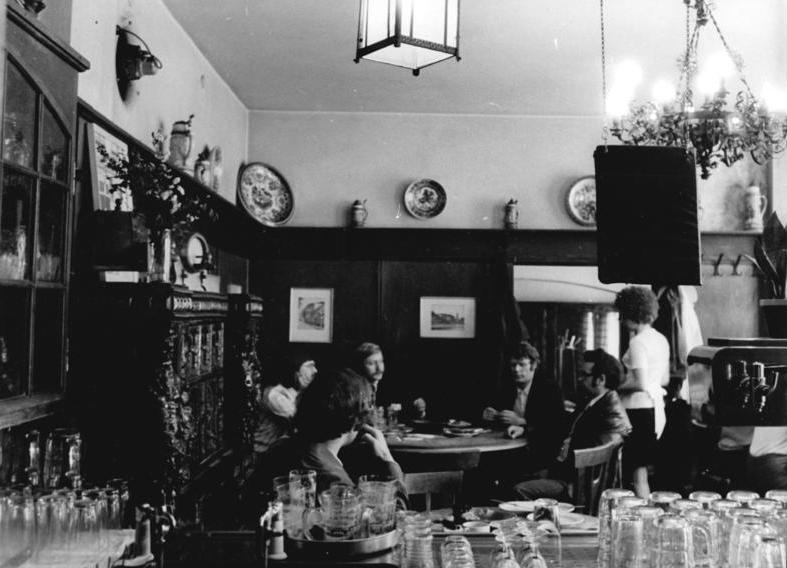
Stammtisch in der Letzten Instanz, 1975

Das Haus Waisenstraße 15 wurde im Zweiten Weltkrieg stark beschädigt, vom Berliner Magistrat aber als wiederaufbaufähig angesehen. Nach dem Krieg befand sich das Haus durch die seinerzeitige alliierte Aufteilung der Stadt in Ost-Berlin. Im November 1961 beschloss die Stadtverwaltung, die Letzte Instanz als Touristenmagnet in Form einer HO-Gaststätte wieder zu eröffnen. Aufgrund des zusätzlichen Platzbedarfs wurde das äußerlich klassizistische Gebäude Waisenstraße 15 zusammen mit den Nebenhäusern 14 und 16 bis auf die Grundmauern abgetragen und als neues Bauensemble HO-Gaststätte Zur letzten Instanz im Januar 1963 wieder eröffnet. Hierbei ging die mittelalterliche Substanz sowie die historische Raumaufteilung der drei Bauwerke im Wesentlichen verloren. Die hinzugenommenen Gebäude stammen ebenso aus dem 16. Jahrhundert wie das Haus Nummer 15. Die Waisenstraße 14 diente vier Familien als Bleibe, von denen viele kleine Handwerker waren (mehrfach sind Schneider genannt), das Haus Nummer 16 war ein Wohnmietshaus, indem etwa sechs bis acht Mietparteien untergebracht waren.
Diese Rekonstruktion nach dem Originalhaus führte zu einer Erweiterung der Gaststätte, die seitdem drei Gasträume für bis zu 120 Gäste, acht Hotelzimmer mit 13 Betten und eine Zweizimmerwohnung für den Wirt bereithält. Die nachempfundenen Teile der Stadtmauer zieren noch immer die Rückseite des Gebäudes.

### Seit 1990
Die Innenräume haben mit der Originalgaststätte der 1920er Jahre nur noch in Details Verwandtschaft, zeugen allerdings von Alt-Berliner Gasthauskultur. Wieder aufgestellt wurde der historische Kachelofen aus Majolika-Kacheln, an dem schon Persönlichkeiten wie Napoleon Bonaparte gesessen haben sollen.
Der französische Staatspräsident Jacques Chirac besuchte die Gaststätte am 24. Februar 2003 anlässlich eines Staatsbesuches zusammen mit Bundeskanzler Gerhard Schröder. Einige Einrichtungsgegenstände aus der Zeit der Entstehung des Gebäudes sind erhalten.

## Name

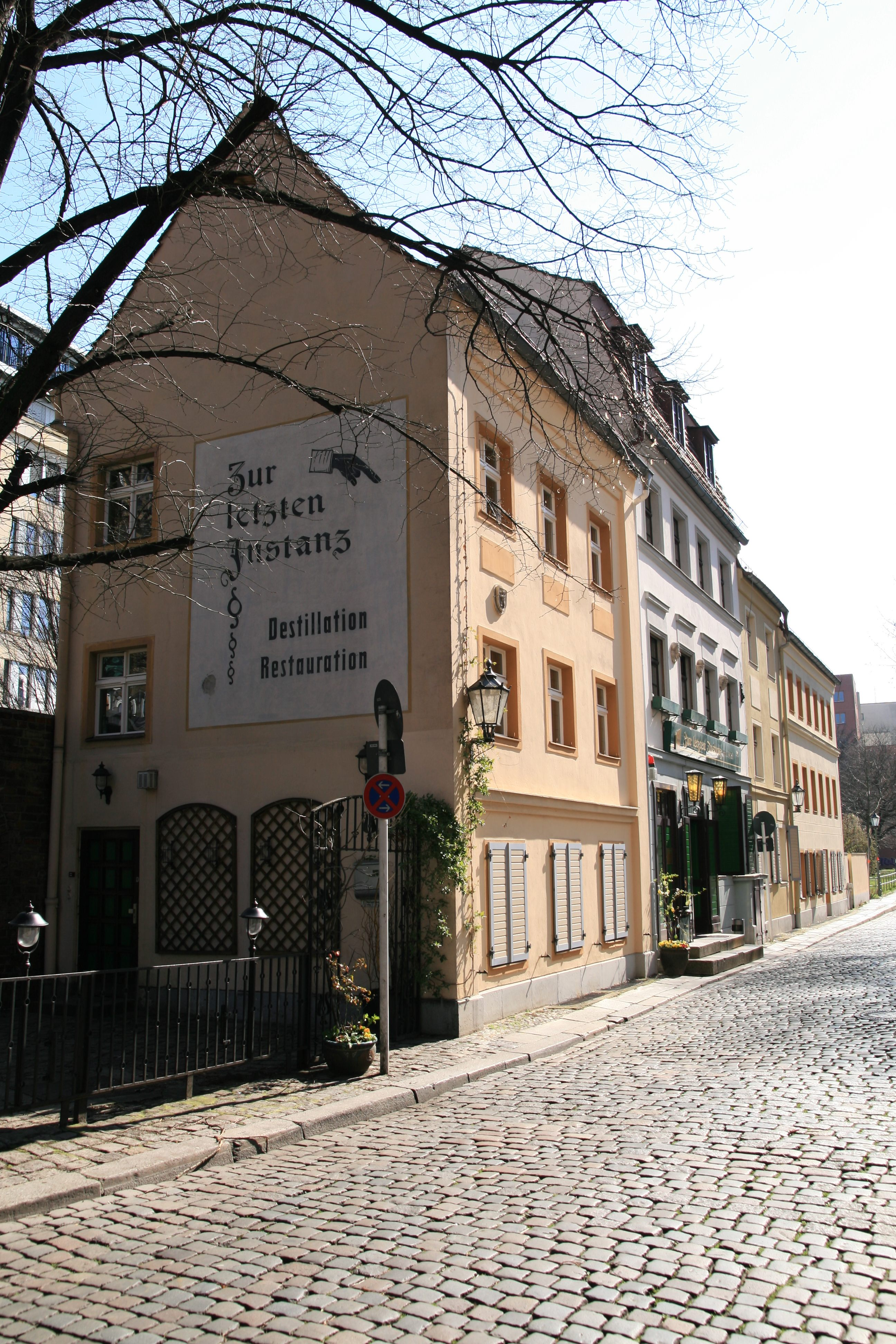
Seitenansicht der Gebäudezeile, 2008

Vor 1924 hieß die Alt-Berliner Kneipe kurzzeitig Maria Beil, wohl nach dem Vornamen der Ehefrau des Pächters H. Beil, Gastwirt um 1900 hierselbst. In den folgenden Jahren wechselten die Gastwirte noch häufig, so weist das Adressbuch 1910 einen H. Liebig und eine Schankwirtin L. Idakowski aus. Die Namensfestlegung auf Letzte Instanz im Jahr 1924 wird auf die Einweihung des Gerichtsgebäudes in der benachbarten Neue Friedrichstraße, der heutigen Littenstraße, zurückgeführt. Einer Legende zufolge sollen an diesem Gericht zwei Bauern einen langwierigen und erfolglosen Rechtsstreit geführt haben. In der Gaststätte bei einem Glas Bier konnten sie aber – sozusagen „in letzter Instanz“ – Frieden schließen. Zu DDR-Zeiten befand sich in der Littenstraße neben anderen Gerichten auch das Oberste Gericht der DDR – tatsächlich die letzte Instanz.

## Nutzung
Zu dem Bauensemble gehört ein Biergarten (50 Plätze) mit Blick auf die letzten verbliebenen Reste der ältesten Stadtmauer aus Lesesteinen, deren Gründung bis zu 3,50 m dick sein soll.

## Medien
Das Restaurant war Drehort in verschiedenen Spiel- und Fernsehfilmen.
- 1973 – einer der Drehorte für den sowjetischen Spionagefilm Siebzehn Augenblicke des Frühlings. Dort hieß es allerdings ‚Zum groben Gottlieb‘,
- 2003 – Drehort des Kinofilms Liegen lernen von Hendrik Handloegten,
- 2014 – namensgebender Drehort der Folge Die letzte Instanz der Rechtsanwalt-Joachim-Vernau-Reihe mit Jan Josef Liefers